# Monety kolekcjonerskie III RP w 2019
W 2019 r. Narodowy Bank Polski wyemitował 51 monet kolekcjonerskich, 33 srebrne i 16 złotych oraz dwie okolicznościowe pięciozłotówki z serii Odkryj Polskę. W tym roku zainaugurowano także serię monet Wielkie aktorki.

## Spis monet
| Moneta                                                                            | Nominał     | Stop                | Średnica (mm) | Masa (g) | Nakład | Data emisji     | Projektant                                 | Wizerunek     |
| --------------------------------------------------------------------------------- | ----------- | ------------------- | ------------- | -------- | ------ | --------------- | ------------------------------------------ | ------------- |
| Stefan Batory Seria: Skarby Stanisława Augusta                                    | 50 złotych  | Ag 999              | 45            | 62,20    | 5 500  | 17 stycznia     | Robert Kotowicz Anna Wątróbska-Wdowiarska  | awersrewers   |
| Stefan Batory Seria: Skarby Stanisława Augusta                                    | 500 złotych | Au 999              | 45            | 62,20    | 600    | 17 stycznia     | Robert Kotowicz Anna Wątróbska-Wdowiarska  | awersrewers   |
| 100-lecie powstania PKO Banku Polskiego                                           | 10 złotych  | Ag 925              | 32            | 14,14    | 20 000 | 24 stycznia     | Dominika Karpińska-Kopiec                  | awersrewers   |
| 100. rocznica podpisania Dekretu o archiwach państwowych                          | 10 złotych  | Ag 925              | 32            | 14,14    | 12 000 | 5 lutego        | Robert Kotowicz                            | awersrewers   |
| Sejm Ustawodawczy 1919–1922                                                       | 10 złotych  | Ag 925              | 32            | 14,14    | 15 000 | 8 lutego        | Urszula Walerzak                           | awersrewers   |
| 100 lat złotego                                                                   | 1 grosz     | Ag 925              | 15,50         | 3,94     | 5 000  | 27 lutego       | Sebastian Mikołajczak Ewa Tyc-Karpińska    | awersyrewersy |
| 100 lat złotego                                                                   | 2 grosze    | Ag 925              | 17,50         | 5,10     | 5 000  | 27 lutego       | Sebastian Mikołajczak Ewa Tyc-Karpińska    | awersyrewersy |
| 100 lat złotego                                                                   | 5 groszy    | Ag 925              | 19,48         | 6,24     | 5 000  | 27 lutego       | Sebastian Mikołajczak Ewa Tyc-Karpińska    | awersyrewersy |
| 100 lat złotego                                                                   | 10 groszy   | Ag 925              | 16,50         | 4,51     | 5 000  | 27 lutego       | Sebastian Mikołajczak Ewa Tyc-Karpińska    | awersyrewersy |
| 100 lat złotego                                                                   | 20 groszy   | Ag 925              | 18,50         | 5,49     | 5 000  | 27 lutego       | Sebastian Mikołajczak Ewa Tyc-Karpińska    | awersyrewersy |
| 100 lat złotego                                                                   | 50 groszy   | Ag 925              | 20,50         | 6,71     | 5 000  | 27 lutego       | Sebastian Mikołajczak Ewa Tyc-Karpińska    | awersyrewersy |
| 100 lat złotego                                                                   | 1 złoty     | Ag 925              | 23            | 8,17     | 5 000  | 27 lutego       | Sebastian Mikołajczak Ewa Tyc-Karpińska    | awersyrewersy |
| 100 lat złotego                                                                   | 2 złote     | Ag 925              | 21,50         | 7,23     | 5 000  | 27 lutego       | Sebastian Mikołajczak Ewa Tyc-Karpińska    | awersyrewersy |
| 100 lat złotego                                                                   | 5 złotych   | Ag 925              | 24            | 9,43     | 5 000  | 27 lutego       | Sebastian Mikołajczak Ewa Tyc-Karpińska    | awersyrewersy |
| 100 lat złotego                                                                   | 1 grosz     | Au 900              | 15,50         | 6,62     | 500    | 27 lutego       | Sebastian Mikołajczak Ewa Tyc-Karpińska    | awersyrewersy |
| 100 lat złotego                                                                   | 2 grosze    | Au 900              | 17,50         | 8,55     | 500    | 27 lutego       | Sebastian Mikołajczak Ewa Tyc-Karpińska    | awersyrewersy |
| 100 lat złotego                                                                   | 5 groszy    | Au 900              | 19,48         | 10,48    | 500    | 27 lutego       | Sebastian Mikołajczak Ewa Tyc-Karpińska    | awersyrewersy |
| 100 lat złotego                                                                   | 10 groszy   | Au 900              | 16,50         | 7,57     | 500    | 27 lutego       | Sebastian Mikołajczak Ewa Tyc-Karpińska    | awersyrewersy |
| 100 lat złotego                                                                   | 20 groszy   | Au 900              | 18,50         | 9,20     | 500    | 27 lutego       | Sebastian Mikołajczak Ewa Tyc-Karpińska    | awersyrewersy |
| 100 lat złotego                                                                   | 50 groszy   | Au 900              | 20,50         | 11,28    | 500    | 27 lutego       | Sebastian Mikołajczak Ewa Tyc-Karpińska    | awersyrewersy |
| 100 lat złotego                                                                   | 1 złoty     | Au 900              | 23            | 13,72    | 500    | 27 lutego       | Sebastian Mikołajczak Ewa Tyc-Karpińska    | awersyrewersy |
| 100 lat złotego                                                                   | 2 złote     | Au 900              | 21,50         | 12,13    | 500    | 27 lutego       | Sebastian Mikołajczak Ewa Tyc-Karpińska    | awersyrewersy |
| 100 lat złotego                                                                   | 5 złotych   | Au 900              | 24            | 15,82    | 500    | 27 lutego       | Sebastian Mikołajczak Ewa Tyc-Karpińska    | awersyrewersy |
| Wyprawa wileńska                                                                  | 10 złotych  | Ag 925              | 32            | 14,14    | 13 000 | 21 marca        | Grzegorz Pfeifer                           | awersrewers   |
| 200-lecie Akademii Sztuk Pięknych im. Jana Matejki w Krakowie                     | 10 złotych  | Ag 925              | 32            | 14,14    | 15 000 | 3 kwietnia      | Dominika Karpińska-Kopiec                  | awersrewers   |
| 200-lecie Akademii Sztuk Pięknych im. Jana Matejki w Krakowie                     | 200 złotych | Au 900              | 27            | 15,50    | 1 500  | 3 kwietnia      | Dominika Karpińska-Kopiec                  | awersrewers   |
| 100-lecie Katolickiego Uniwersytetu Lubelskiego                                   | 10 złotych  | Ag 925              | 32            | 14,14    | 15 000 | 11 kwietnia     | Robert Kotowicz                            | awersrewers   |
| 100-lecie Katolickiego Uniwersytetu Lubelskiego                                   | 200 złotych | Au 900              | 27            | 15,50    | 1 500  | 11 kwietnia     | Robert Kotowicz                            | awersrewers   |
| Stanisław Kasznica „Wąsowski” Seria: Wyklęci przez komunistów żołnierze niezłomni | 10 złotych  | Ag 925              | 32            | 14,14    | 13 000 | 16 kwietnia     | Dobrochna Surajewska                       | awersrewers   |
| Stanisław Kasznica „Wąsowski” Seria: Wyklęci przez komunistów żołnierze niezłomni | 10 złotych  | Tampondruk          |               |          |        |                 |                                            |               |
| Roman Rybarski Seria: Wielcy polscy ekonomiści                                    | 10 złotych  | Ag 925              | 32            | 14,14    | 13 000 | 25 kwietnia     | Anna Wątróbska-Wdowiarska                  | awersrewers   |
| 100-lecie utworzenia Uniwersytetu Poznańskiego                                    | 10 złotych  | Ag 925              | 32            | 14,14    | 15 000 | 7 maja          | Urszula Walerzak                           | awersrewers   |
| 100-lecie utworzenia Uniwersytetu Poznańskiego                                    | 200 złotych | Au 900              | 27            | 15,50    | 1 500  | 7 maja          | Urszula Walerzak                           | awersrewers   |
| 420. rocznica urodzin Hetmana Stefana Czarnieckiego                               | 10 złotych  | Ag 925              | 32            | 31,10    | 15 000 | 29 maja         | Dobrochna Surajewska                       | awersrewers   |
| 420. rocznica urodzin Hetmana Stefana Czarnieckiego                               | 10 złotych  | Wysoki relief       |               |          |        |                 |                                            |               |
| 420. rocznica urodzin Hetmana Stefana Czarnieckiego                               | 200 złotych | Au 900              | 27            | 15,50    | 1 500  | 29 maja         | Dobrochna Surajewska                       | awersrewers   |
| Helena Modrzejewska Seria: Wielkie aktorki                                        | 20 złotych  | Ag 925              | 40 × 28       | 28,28    | 16 000 | 11 czerwca      | Anna Wątróbska-Wdowiarska                  | awersrewers   |
| Helena Modrzejewska Seria: Wielkie aktorki                                        | 20 złotych  | Wklejka porcelanowa |               |          |        |                 |                                            |               |
| 450. rocznica Unii Lubelskiej                                                     | 20 złotych  | Ag 925              | 40 × 28       | 28,28    | 15 000 | 25 czerwca      | Sebastian Mikołajczak                      | awersrewers   |
| 450. rocznica Unii Lubelskiej                                                     | 20 złotych  | Druk UV             |               |          |        |                 |                                            |               |
| Szóstak Jana Sobieskiego Seria: Historia Monety Polskiej                          | 20 złotych  | Ag 925              | 38,61         | 28,28    | 13 000 | 10 lipca        | Dominika Karpińska-Kopiec                  | awersrewers   |
| 75. rocznica zagłady Romów i Sinti                                                | 10 złotych  | Ag 925              | 32            | 14,14    | 13 000 | 24 lipca        | Urszula Walerzak                           | awersrewers   |
| 100-lecie polskiej flagi państwowej                                               | 10 złotych  | Ag 925              | 32            | 14,14    | 13 000 | 14 sierpnia     | Anna Wątróbska-Wdowiarska                  | awersrewers   |
| 100-lecie polskiej flagi państwowej                                               | 10 złotych  | Druk UV             |               |          |        |                 |                                            |               |
| Wizna Seria: Polskie Termopile                                                    | 20 złotych  | Ag 925              | 38,61         | 28,28    | 15 000 | 29 sierpnia     | Urszula Walerzak Anna Wątróbska-Wdowiarska | awersrewers   |
| 90. rocznica urodzin Anny Walentynowicz                                           | 10 złotych  | Ag 925              | 32            | 14,14    | 12 000 | 20 września     | Anna Wątróbska-Wdowiarska                  | awersrewers   |
| 140-lecie Muzeum Narodowego w Krakowie                                            | 20 złotych  | Ag 925              | 38,61         | 28,28    | 13 000 | 25 września     | Dominika Karpińska-Kopiec                  | awersrewers   |
| Łukasz Ciepliński „Pług” Seria: Wyklęci przez komunistów żołnierze niezłomni      | 10 złotych  | Ag 925              | 32            | 14,14    | 13 000 | 16 października | Dobrochna Surajewska                       | awersrewers   |
| Łukasz Ciepliński „Pług” Seria: Wyklęci przez komunistów żołnierze niezłomni      | 10 złotych  | Tampondruk          |               |          |        |                 |                                            |               |
| Wojciech Korfanty Seria: Stulecie odzyskania przez Polskę niepodległości          | 10 złotych  | Ag 925              | 32,00 × 22,40 | 14,14    | 13 000 | 5 listopada     | Dobrochna Surajewska                       | awersrewers   |
| Wojciech Korfanty Seria: Stulecie odzyskania przez Polskę niepodległości          | 100 złotych | Au 900              | 21            | 8        | 1 500  | 5 listopada     | Dobrochna Surajewska                       | awersrewers   |
| Hołd pruski Hołd ruski                                                            | 10 złotych  | Ag 925              | 32            | 14,14    | 10 000 | 20 listopada    | Urszula Walerzak                           | awersrewers   |
| Hołd pruski Hołd ruski                                                            | 10 złotych  | Ag 925              | 32            | 14,14    | 10 000 | 20 listopada    | Urszula Walerzak                           | awersrewers   |
| 100-lecie polskiego lotnictwa wojskowego                                          | 10 złotych  | Ag 925              | 32            | 14,14    | 15 000 | 12 grudnia      | Robert Kotowicz                            | awersrewers   |
| Powrót złota do Polski                                                            | 100 złotych | Au 999              | 23,43 × 13,97 | 8        | 2 019  | 18 grudnia      | Urszula Walerzak                           | awersrewers   |